# René Taveneaux
René Taveneaux est un historien et universitaire français, né à Messincourt (Ardennes) le 18 juillet 1911 et mort à Nancy le 28 mars 2000, spécialiste d’histoire religieuse des XVIIe et XVIIIe siècles, en particulier du jansénisme et de l'histoire de la Lorraine. Il enseigna à l’Université de Nancy de 1952 à 1980.

## Biographie

### Origines et formation
René Taveneaux, fils de Théodore Taveneaux et de Pauline Aymond, est né en 1911 à Messincourt, issu d’une lignée d’agriculteurs et d’artisans du textile rural. Il passe son enfance à Remilly-Aillicourt, village situé à huit kilomètres de Sedan. Il évoquera plus tard dans un article la figure de son instituteur et celle du curé de sa paroisse qui contribuèrent à son éveil intellectuel et à sa future vocation d’historien. Il fait ses études secondaires au collège Turenne de Sedan et au lycée Faidherbe de Lille.
Il est ensuite étudiant à la Sorbonne et prépare une licence ès lettres d’Histoire, ayant notamment comme professeurs le médiéviste Charles-Edmond Perrin et le contemporanéiste Charles Seignobos, alors en fin de carrière. Soumis aux obligations militaires et ayant suivi une formation d’officier, il en sort sous-lieutenant au 155e régiment d'infanterie en 1936-1937. Rappelé en 1938 et mobilisé en 1939, il participe au conflit dans le secteur de Montmédy avant d’être fait prisonnier en juin 1940. Il passe cinq années à l’Oflag XVII-A, en Autriche, jusqu'en juin 1945. Il consacre ce temps de captivité à de nombreuses lectures afin d’enrichir sa culture historique, religieuse et philosophique. Dès 1946, peu de temps après son retour, il est reçu à l’agrégation d’histoire.

### Carrière universitaire
René Taveneaux exerce d’abord comme professeur dans l’enseignement secondaire, au lycée Chanzy de Charleville-Mézières, en 1945-1946, puis au lycée Henri-Poincaré de Nancy jusqu'en 1952. Il est ensuite nommé chargé d’enseignement à la Faculté des Lettres de Nancy. En 1960, il est reçu docteur d’État en histoire, après avoir soutenu à la Sorbonne une thèse principale, Le Jansénisme en Lorraine (1640-1789) et une thèse secondaire, Jansénisme et prêt à intérêt, la première publiée en 1960,, la seconde en 1977, l’une et l’autre à la Librairie philosophique Vrin, Paris.
Dans le cadre de ses fonctions universitaires, René Taveneaux organise plusieurs manifestations et réunions savantes. Du 24 au 27 octobre 1966, année du bicentenaire du rattachement de la Lorraine à la France, il est le maître d’œuvre d’un colloque consacré à La Lorraine dans l'Europe des Lumières. Du 22 au 24 mai 1987, il est un des trois organisateurs d’un colloque international portant sur Les Habsbourg et la Lorraine et placé sous le haut patronage de l’impératrice Zita, veuve du dernier empereur d’Autriche et roi de Hongrie. Son fils, l’archiduc Otto de Habsbourg, honore de sa présence la séance conclusive. Les actes de ces colloques ont été publiés par les Annales de l'Est, revue dont René Taveneaux a assuré la direction durant de nombreuses années.

### Distinctions et honneurs
En 1958, René Taveneaux devient membre titulaire de l’Académie de Stanislas de Nancy. En 1961, il y prononce son discours de réception consacré à Stanislas, philosophe chrétien. En octobre 1988, il reçoit l’archiduc Otto de Habsbourg comme Docteur Honoris Causa de l’Université de Nancy. Le 1er avril 1989, il fait partie de la délégation qui représente la ville de Nancy aux funérailles de l’impératrice Zita à Vienne.
René Taveneaux est titulaire de la Croix de guerre 1939-1945. Il est officier de la Légion d’Honneur, officier de l’Ordre national du Mérite et commandeur des Palmes académiques.[réf. nécessaire]

## Idées

### L’historien du jansénisme et du catholicisme dans la France classique
Fruit des recherches menées, non seulement à partir des fonds d’archives lorrains mais aussi de ceux conservées à l'Église vieille-catholique de l'Union d'Utrecht et au Vatican, sa thèse Le Jansénisme en Lorraine est considérée comme un ouvrage pionnier à plusieurs titres. Elle institue l’histoire religieuse comme discipline universitaire à part entière, ce qui n’était pas évident dans les années 1950. Avec les études contemporaines de Jean Orcibal, elle contribue à la redécouverte du mouvement janséniste, non seulement sur les plans théologique et philosophique mais également en termes d’influences socio-économique et culturelle, l’auteur intégrant les influences de Max Weber et de Gabriel Le Bras.
Le jansénisme lorrain est pluriel et s’insère dans cette « frontière de catholicité », à la charnière des mondes français et germanique, selon l’expression de Pierre Chaunu. René Taveneaux invente ainsi le concept de « dorsale catholique », désignant cet espace correspondant à peu près à l’ancienne Lotharingie dans l’Europe religieuse du XVIIe siècle. Couvrant dans son étude le siècle et demi qui précède la Révolution française, il considère l’Abbé Grégoire comme un avatar tardif du Jansénisme lorrain.[réf. nécessaire]
Dans sa thèse secondaire Jansénisme et prêt à intérêt, l’auteur met en évidence la modernité de la réflexion économique des milieux jansénistes. Celle-ci apparaît proche des propres théories de Calvin qui, en leur temps, furent mises en évidence par Max Weber dans L'Éthique protestante et l'esprit du capitalisme. La plupart des jansénistes rejettent, en effet, le dogmatisme de l’Église tridentine condamnant sans nuance le prêt à intérêt,,.
Quelques ouvrages destinés à un plus vaste public permettent à René Taveneaux de présenter, de façon plus globale, sa vision du jansénisme et du catholicisme post-tridentin. Jansénisme et politique, publié chez Armand Colin en 1965, est constitué d’un recueil de textes mettant en lumière le rapport entre les disciples de Jansenius et la réflexion politique dans les cent-cinquante dernières années de la monarchie absolue. Dans la collection éponyme de chez Hachette, La Vie quotidienne des Jansénistes aux XVIIe et XVIIIe siècles (1973, rééd. 1985) constitue une synthèse consacrée à ce mouvement qui touche simultanément au religieux et au politique. Le Catholicisme dans la France classique (1610-1715), double volume d’abord destiné aux étudiants (SEDES, 1980), complète ce corpus ainsi que des contributions à l’Encyclopædia Universalis et à L’Histoire des Religions, tome 2, publiée dans la collection de la Pléiade (réédition en Folio, 1999).

### L’historien de Nancy et de la Lorraine
L’intérêt de René Taveneaux pour l’histoire de Nancy et de la Lorraine s’exprime dans la publication de nombreux articles et la participation à plusieurs ouvrages collectifs dans lesquels il couvre tout ce qui concerne la vie intellectuelle et religieuse aux XVIIe et XVIIIe siècles. Sont publiées ainsi, sous sa direction, une Histoire de Nancy chez Privat en 1978 (prix Thiers de l’Académie française) et, en plusieurs volumes, une Encyclopédie illustrée de la Lorraine, aux Presses universitaires de Nancy dans les années 1990.
Parmi les sujets ayant la faveur de l’auteur et abordés dans plusieurs articles et au cours de différents colloques, il convient de retenir tout ce qui concerne le personnage de Stanislas Leczinski,,,, roi de Pologne devenu duc de Lorraine à titre viager, jusqu’à sa mort en 1766. René Taveneaux s’est intéressé en particulier à la dimension philosophique et religieuse de ce prince contemporain des Lumières.
Dans un tout autre domaine, il s’est attaché à souligner les liens entre Maurice Barrès et la Lorraine au cours d’un colloque organisé à Nancy en 1962, année du centenaire de la naissance de Maurice Barrès.

## Publications
- Taveneaux René. Le Jansénisme en Lorraine, 1640-1789, Paris, J. Vrin, 1960.
- Taveneaux René. Le jansénisme dans la région ardennaise au début du XVIIe siècle, Charleville : Imprimerie de P. Anciaux, date de publication inconnue
- Taveneaux René. Jansénisme et politique, Paris, Armand Colin, 1965.
- Taveneaux René. Nancy, Meurthe &Moselle (54). Editions SAEP, 1971
- Taveneaux René. La Vie quotidienne des jansénistes aux XVIIe et XVIIIe siècles, Paris, Hachette, 1973 (rééd. 1985).
- Taveneaux René. Jansénisme et prêt à intérêt, Paris, J. Vrin, 1977.
- Taveneaux René.Le Catholicisme dans la France classique (1610-1717), t. 1 et 2, Paris, SEDES, 1980.
- Taverneaux René. Jansénisme et réforme catholique : recueil d'articles, 1951-1990. Nancy ; Presses universitaires de Nancy, 1992
- Sous la direction de René Taveneaux., Histoire de Nancy, Toulouse, Privat, 1978 (prix Thiers de l’Académie française).
- Collectif, La vie en Lorraine, t. 3 : La vie religieuse, Nancy, Presses universitaires de Nancy, 1998 (in Encyclopédie illustrée de la Lorraine).

## Distinctions
- Officier de la Légion d'honneur
- Officier de l'ordre national du Mérite
- Commandeur de l'ordre des Palmes académiques
- Croix de guerre 1939-1945